# Lienardia fenestrata
Lienardia fenestrata är en snäckart. Lienardia fenestrata ingår i släktet Lienardia och familjen Turridae. Inga underarter finns listade i Catalogue of Life.